# Лагосский договор
Лагосский договор (англ.  Treaty of Lagos, фр. Traité de Lagos, исп. Tratado de Lagos, порт. Tratado de Lagos, араб. معاهدة لاغوس‎) — соглашение между правительствами 15 стран Западной Африки, подписанное 28 мая 1975 года в городе Лагос, Нигерия. В результате подписания договора был создан региональный союз стран Западной Африке — «Экономическое сообщество стран Западной Африки» (ЭКОВАС).

## Описание
Договор был подписан 15 странами Западной Африки (Бенин, Буркина-Фасо,Гамбия, Гана, Гвинея, Гвинея-Бисау, Кот-д’Ивуар, Либерия, Мали, Нигер, Нигерия, Сенегал, Сьерра-Леоне, Того, Мавритания) и содействует интеграции и экономическому сотрудничеству в регионе. Целью договора является продвижение экономической интеграции стран региона, содействия региональной торговле, сотрудничеству и развитию в регионе, а также борьба с бедностью, обеспечения мира и безопасности в «горячих точках», борьба с преступностью и незаконным распространением легкого стрелкового оружия, разоружение, борьба с контрабандой. Договор был подписан 28 мая 1975 года. Ратифицирован в период с момента подписания до 19 марта 1976 года (Мавритания, Гвинея-Бисау).